# العلاقات الماليزية السنغافورية
العلاقات الماليزية السنغافورية ((بالملايوية: Hubungan Malaysia–Singapura)‏؛ Jawi: هوبوڠن مليسيا–سيڠاڤورا؛ (بالصينية: 马来新加坡关系) Mǎ lái xīnjiāpō guānxì؛ (بالتاميلية: மலேஷியா-சிங்கப்பூர் உறவுகள்)‏ Malēṣiyā-ciṅkappūr uṟavukaḷ)، هي العلاقات الثنائية بين ماليزيا وسنغافورة، بعد انفصال سنغافورة عن اتحاد ماليزيا عام 1965. لسنغافورة مفوضية عليا في كوالا لمبور وقنصلية عامة في جوهر بهرو، ولماليزيا مفوضية عليا في سنغافورة. يتمتع البلدان بعضوية كاملة في كومنولث الأمم وآسيان. لا تزال العلاقات بين البلدين قائمة على الرغم من العديد من القضايا الدبلوماسية التي نشأت بينهما.

## مقارنة بين البلدين
|                  | ماليزيا | سنغافورة |
| الدرع            | | |
| العلام           | ماليزيا | سنغافورة |
| السكان           | 31.360.000 | 5.607.300 |
| المساحة          | 330.803 كم² | 719.1 كم² |
| الكثافة السكانية | 92 نسمة/كم² | 7.797.7 نسمة/كم² |
| منطقة التوقيت    | 1 | 1 |
| العاصمة          | كوالا لمبور بوتراجيا (الادارية) | سنغافورة (دولة-مدينة) |
| أكبر المدن       | كوالا لمبور– 1.768.000 | بدوك – 289.750 (منطقة مخططة) |
| الحكومة          | ملكية دستورية منتخبة، برلمانية فدرالية | جمهورية دستورية برلمانية موحدة بنظام الحزب المهيمن |
| تأسسات           | 31 أغسطس 1957 (إعلان الاستقلال اتحاد الملايو عن الإمبراطورية البريطانية) 16 سبتمبر 1963 ‏ (إعلان قيام ماليزيا) | 6 فبراير 1819 (أسسها البريطانيون) 2 أبريل 1955 ‏ (منحتها الامبراطورية البريطانية الحكم الذاتي) 9 أغسطس 1965 ‏ (اعلان قيام سنغافورة بعد انفصالها عن ماليزيا) |
| الدول السابقة    | الفترة الاستعمارية البرتغالية (1511–1641) · ملقا الپرتغالية (1511–1641) الفترة الاستعمارية الهولندية (1641–1825) · ملقا الهولندية (1641–1795; 1818–1825) الفترة الاستعمارية البريطانية (1771–1946) · مستوطنات المضائق (1826–1946) · (1895–1946) · دول الملايو الغير متحدة (1909–1946) · Kingdom of Sarawak (1841–1946) · مستعمرة التاج في لابوان (1848–1946) · British North Borneo (1881–1946) فترة الاحتلال الياباني (1942–1945) · الملايو المحتلة (1942–1945) · بورنيو المحتلة من قبل بريطانيا (1942–1945) · سي رات مالايا (1943–1945) الفترة العسكرية الانتقالية (1945–1946) · ادارة الملايو العسكرية ‏ (1945–1946) · ادارة الملايو العسكرية ‏ (1945–1946) فترة الحكم الذاتي (1946–1963) · اتحاد الملايو (1946–1948) · Federation of Malaya (1948–1963) · Crown Colony of North Borneo (1946–1963) · مستعمرة التاج في سرواك (1946–1963) فترة الاتحاد (1963–الحاضر) · Federation of Malaysia (1963–الحاضر) | الفترة الاستعمارية البريطانية (1819–1946) · سنغافورة الحديثة (1819–1826) · مستوطنة سناغفورة (1826–1942؛ 1945–1946) فترة الاحتلال الياباني (1942–1945) · سنغافورة المحتلة (1942–1945) الفترة العسكرية الانتقالية (1945–1946) · ادارة سنغافورة العسكرية ‏ (1945–1946) فترة الحكم الذاتي ‏ (1946–1965) · جوهرة التاج في سنغافورة (1946–1963) · دولة سنغافورة (1963–1965) فترة الاستقلال (1965–الحاضر) · Republic of Singapore (1965–الحاضر) |
| القائد الأول     | توانكو عبد الرحمن (العاهل) تونكو عبد الرحمن (رئيس الوزراء) | يوسف إسحق (الرئيس) لي كوان يو (رئيس الوزراء) |
| رأس الدولة       | الملك: عبد الله | الرئيس: حليمة يعقوب |
| رأس الحكومة      | رئيس الوزراء: مهاتير محمد | رئيس الوزراء: لي شيان لونگ |
| نائب القائد      | نائب رئيس الوزراء: وان عزيزة وان إسماعيل | نائب رئيس الوزراء: تيو تشي هيان ثارمان شانموجاراتنام |
| المجلس التشريعي  | البرلمان (ذو غرفتين) | البرلمان (ذو غرفة واحدة) |
| المجلس الأعلى    | الشيوخ الرئيس: S. Vigneswaran | البرلمان · الرئيس: تان تشوان-جين |
| المجلس الأدنى    | مجلس النواب الرئيس: محمد عارف محمد معروف | البرلمان · الرئيس: تان تشوان-جين |
| السلطة القضائية  | المحكمة الاتحادية كبير القضاة: ريتشارد ملانجوم | المحكمة العليا كبير القضاة ‏: سوندارش منون |
| النشيد الوطني    | Negaraku (بلادي) | Majulah Singapura (سنغافورة إلى الأمام) |

## العلاقات الاقتصادية
في 30 مارس 2019، ومن أجل سداد ديونها البالغة 245 مليار دولار، قررت ماليزيا بيع أصول منها الخطوط الماليزية وأملاك شاسعة في سنغافورة. الأولوية للمشترين الملايو المسلمين، أي ستة مليارديرات معروفين. الديون فائدتها 3% بينما الأصول تجلب ربح 14%. سنغافورة ترى الخطوة انتقاماً بسبب نزاع حدودي.

## النزاعات والحوادث الدبلوماسية

### النزاعات المائية
تطالب ماليزيا بمراجعة اتفاقية المياه الموقعة عام 1962، ويقول الأمين العام للمؤرخين الماليزيين حمد بن كمالي إن الاتفاقية لا تنص على صلاحية لمدة محددة، لكن مراجعة أسعار المياه أمر منطقي، حيث إن سعر المياه لم يتغير منذ توقيع الاتفاقية وهو 20 سنتاً لكل ألف گالون، وتشتري ماليزيا المياه المكررة من سنغافورة بسعر 60 سنتاً لكل ألف گالون.
وتصنف قضية مياه الشرب الأكثر حساسية في قضايا النزاع بين البلدين، حيث إن إغلاق ماليزيا «صنبورها» يعني موت سنغافورة عطشاً، فهي تستورد منها معظم حاجتها من مياه الشرب، وتعيد تكريرها مرات عدة قبل أن تحولها إلى الزراعة.

### الأراضي المتنازع عليها
في هذه الأثناء، مثّل تخلي الحكومة الماليزية -بعد تسلمها السلطة في مايو 2018 عن دعوى رفعتها الحكومة السابقة أمام محكمة العدل الدولية للمطالبة باستعادة جزيرة صغيرة في بحر جنوب الصين من سنغافورة تعرف باسم الصخرة البيضاء، مفاجأة.
وتزامن تراجع ماليزيا عن المضي قدما في قضية ملكية الصخرة البيضاء مع الإعلان عن عزمها إلغاء مشروع خط القطار السريع بين سنغافورة وكوالالمپور، بذريعة أن المشروع مكلف جداً ولا جدوى اقتصادية منه لماليزيا.
ونظراً للتعويضات والغرامات المالية الضخمة التي سوف يتكبدها الطرف الذي يخل بالاتفاق، فقد توقع مراقبون مقايضة التنازل عن المطالبة بالجزيرة بإلغاء الغرامة التي تترتب على إلغاء ماليزيا مشروع القطار السريع، ولا سيما أن سنغافورة بدأت بالفعل مشاريع عمرانية وتجارية وسياحية ضخمة حول محطة القطار الأخيرة في أراضيها.
ويضفي الصراع على النفوذ بين الدول المطلة على بحر جنوب الصين أهمية إضافية لهذه الصخرة التي لا يوجد فيها سوى منارة لإرشاد السفن، وقد تراجعت أهميتها التقليدية بعد ظهور تكنولوجيا الملاحة المتقدمة والرادارات، لكن قوانين البحار الحديثة جعلت للصخرة البيضاء -التي تبعد نحو 22 عقدة بحرية عن سنغافورة و8 عقد عن ماليزيا- أهمية إستراتيجية، فهي تعطي عمقا بحريا اقتصاديا حيويا ومياها إقليمية للدولة التي تملكها.

### النزاع البحرية والجوية

#### النزاعات البحرية
تسعى ماليزيا وسنغافورة إلى تطويق التوتر حول مضيق جوهور الفاصل بينهما، وذلك من خلال اللجان المشتركة التي أعلن عن تشكيلها في الثامن من يناير 2018. ورغم اعتراف المسؤولين في البلدين بعمق الأزمة التي فجرها النزاع بشأن المجال الجوي والحدود البحرية، فإنهم يؤكدون الحرص على إبقاء الصراع تحت السيطرة، أما جذور النزاع فهي متعددة وتنذر بمزيد من التدهور.
ولم تكن الحدود البحرية مثار أزمة بين سنغافورة وماليزيا إلى أن أعلنت الأخيرة في 25 أكتوبر 2018 عن خطة لتوسعة ميناء جوهور، فاعتبرت سنغافورة التوسعة اعتداء على مياهها الإقليمية، ثم أعلنت في 6 ديسمبر 2018 المناطق المتنازع عليها مياها سنغافورية تقع ضمن حدود مينائها، ونشر البلدان سفناً حربية في منطقة النزاع.

#### المجال الجوي
أعرب وزير النقل الماليزي أنتوني لوك في 4 ديسمبر 2018 عن عدم رضا بلاده عن نظام الهبوط الجديد في مطار سيليتار السنغافوري، واتهم سنغافورة بتشغيل نظام الهبوط منفردة خلافا لاتفاقية عام 1974 الثنائية التي تنظم الملاحة الجوية بينهما. وقال الوزير الماليزي إن الطائرات التي تحط في مطار سيليتار تخرق المجال الجوي الماليزي وتزعج سكان مدينة جوهور بارو وتضر بمينائها.
ورفضت سنغافورة التهم الماليزية، وقالت إنها تلتزم بالمسارات الجوية المتفق عليها، مؤكدة أنه لا يوجد تأثير سلبي لحركة الطيران في مطار سيليتار على سكان جوهور بارو ومينائها.
وقد أعلن وزيراً خارجية البلدين الماليزي صلاح الدين عبد الله والسنغافوري فيفيان بالاكريشنان عقب لقائهما في 8 يناير 2019، عن تشكيل لجان فنية لدراسة النزاع بشأن المجال الجوي والحدود البحرية، وتجميد الإجراءات التي اتخذها كل طرف لمدة شهر، بما فيها تعليق سنغافورة العمل بنظام الملاحة في مطار سيليتار وتوقف ماليزيا عن إعلان مناطق محظورة في مجالها الجوي وسحب السفن البحرية التي نشرت في مناطق النزاع.